# Eros Bendato
El Eros Bendato (Eros consolidado) o "La verdadera cara de Cracovia" es una escultura en forma de cabeza del artista Igor Mitoraj, está situada en la esquina occidental de la Plaza del Mercado Principal de Cracovia. La cabeza pertenece a Eros, el dios griego del amor y el deseo.

## Historia
La escultura de Igor Mitoraj, Eros Bendato, fue elaborada en 1999.  Se presentó inicialmente como parte de la exposición "Mitoraj - esculturas y dibujos" organizada por el Centro Cultural Internacional (octubre de 2003 - enero de 2004). Fue entonces cuando Igor Mitoraj hizo de su escultura un regalo para la ciudad de Cracovia. Posteriormente trasladada a la plaza del mercado junto a la torre del ayuntamiento. La escultura fue descubierta por el propio artista junto con el ministro de Cultura Waldemar D Browski y el alcalde de la ciudad de Cracovia, Jacek Majchrowski.[cita requerida]

## Réplicas

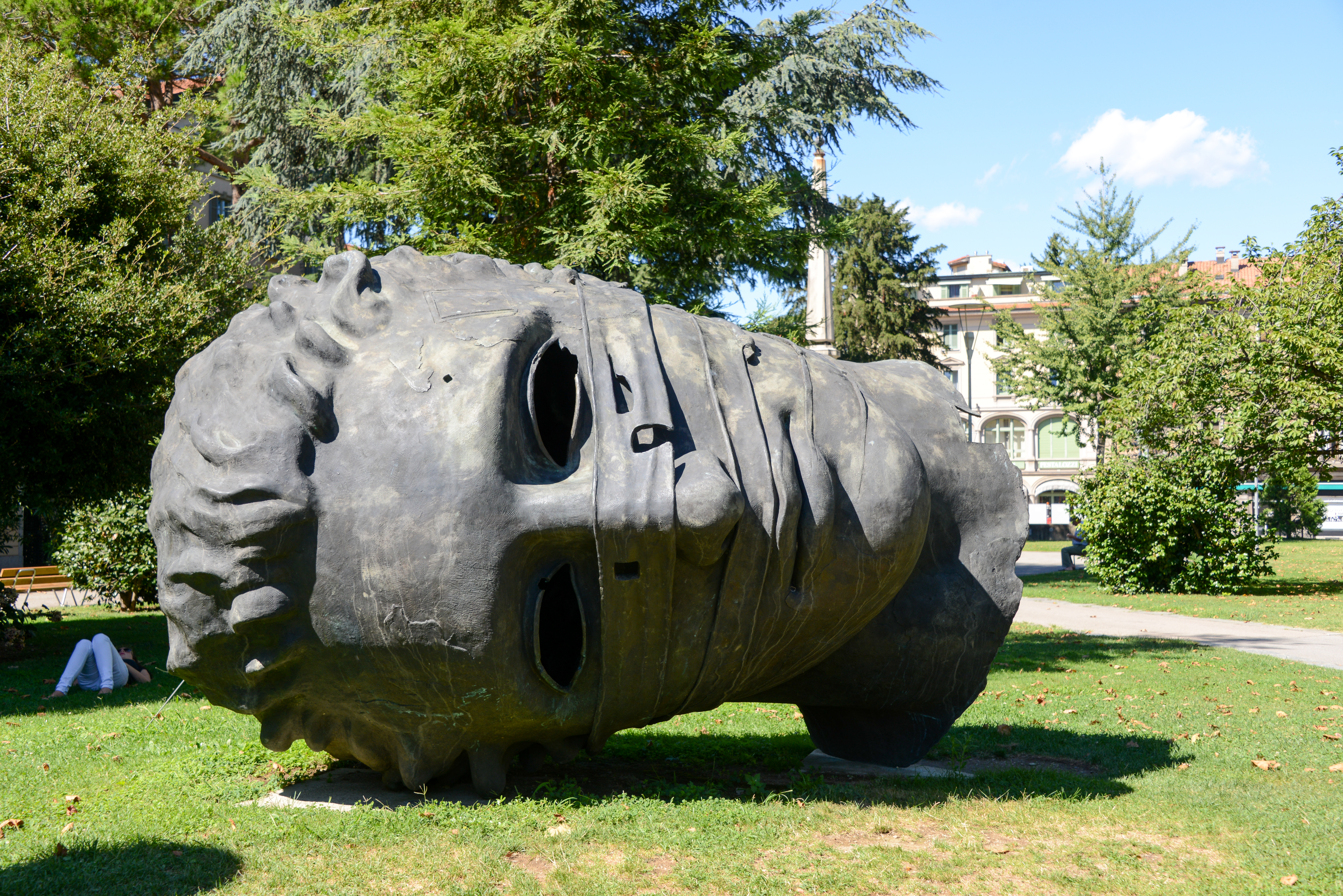
Eros Bendato en Lugano, Suiza

Existen varias copias realizadas con los mismos moldes del Eros Bendato de la Plaza del Mercado Principal de Cracovia.
- Eros Bendato en la Plaza de la Reforma en Lugano, Suiza.[1]
- Eros Bendato en Citygarden, San Luis, Missouri.[2]
- Eros Bendato Screpolato Instituto de arte,  Minneapolis.[3]